# استئصال الرحم
استئصال الرحم (بالإنجليزية: Hysterectomy)‏ هو إجراء جراحي يتم فيه عملية جراحية لإزالة الرحم، تُجرى عادة على يد طبيب نساء. وقد تشمل إزالة الرحم في العديد من الأحيان إزالة عنق الرحم، المبيضان، قناتا فالوب، وبعض المباني المُحيطة.
قد يكون استئصال الرحم كليًّأ (اسئتصال جسم، وقاع، وعنق الرحم؛ يدعى "استئصال كلي") أو جزئيًا (استئصال جسم الرحم مع ترك عنق الرحم سليمًا؛ يدعى "اسئتصال الرحم فوق العنق"). استئصال الرحم هو الإجراء الجراحي المتعلق بطب النساء الأكثر شيوعًا. في عام 2006، تم إجراء أكثر من 600,000 استئصال رحم في الولايات المتحدة وحدها؛ أكثر من 90% لأسباب حميدة. أدت هذه المعدلات، المرتفعة أكثر في البلدان المتقدمة، إلى جدل كبير حول فيما تجرى أعداد هائلة من عمليات استئصال الرحم بدون مبرّر أو داعي لها.
وهذا يؤدي إلى أن تصبح المرأة التي تم لها عملية الاستئصال غير قادرة علي الحمل والإنجاب، لذلك لا يتم هذا الإجراء إلا أن يكون هناك سبب قوي لإجراء العملية مثل وجود تهديد مباشر على حياة المريضة في وجود الرحم ولا يوجد أي بديل علاجى الا باجراء الاستئصال. وتؤدي عملية استئصال الرحم أيضاً إلى توقف الدورة الشهرية، وإذا تم استئصال المبيضين مع الرحم فسوف تشعر بأعراض فترة انقطاع الدورة (اعراض سن اليأس). يمكن إزالة الرحم عن طريق عمل شق جراحي أسفل البطن أو عن طريق المهبل وفي بعض الأحيان يمكن إستئصال الرحم عن طريق المنظار.

## الاستخدامات الطبية

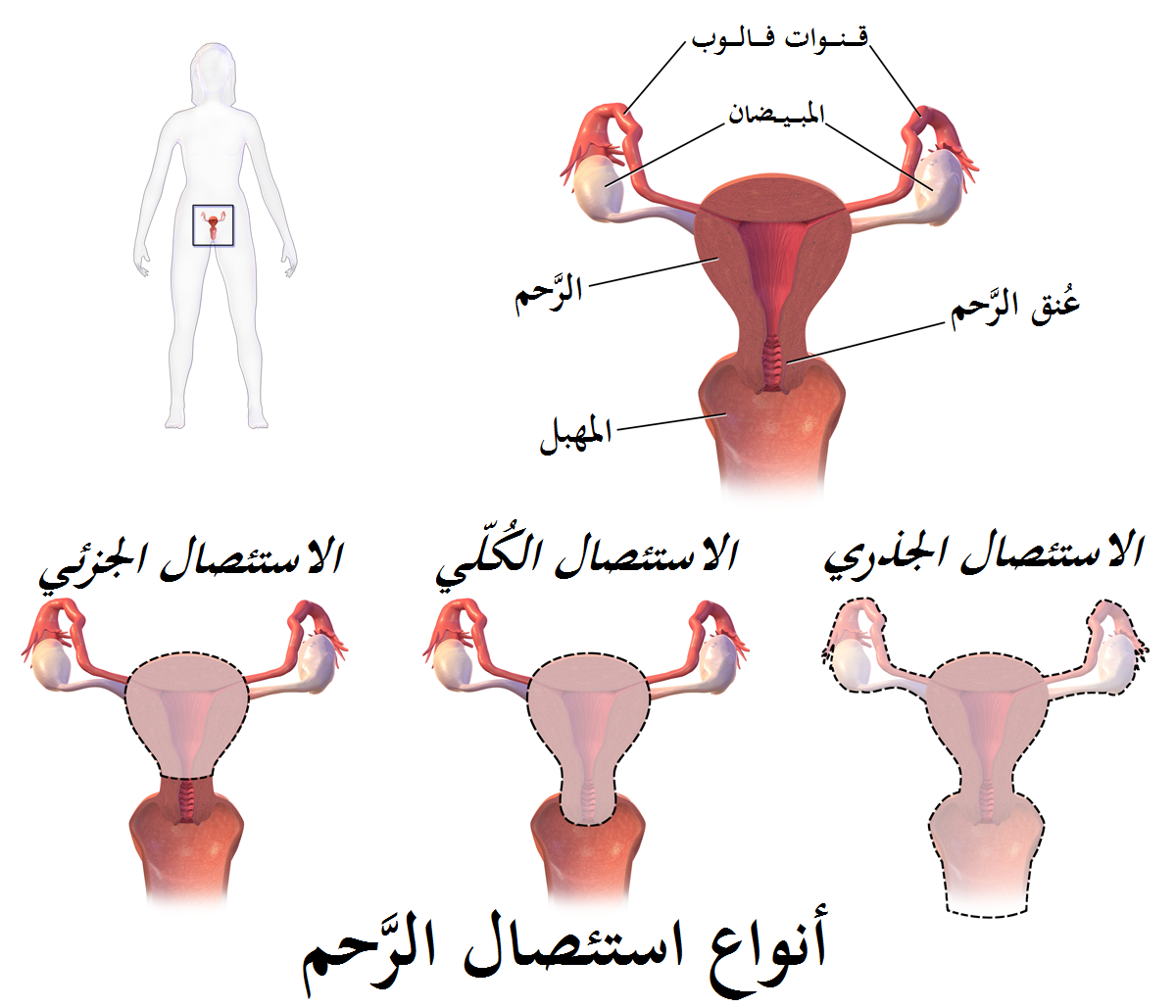

استئصال الرحم هو إجراء جراحي كبير ينطوي على المخاطر والفوائد، والذي قد يؤثر على التوازن الهرموني عند المرأة وصحتها العامة لبقية حياتها. لذلك، عادة ما يتم التوصية على استئصال الرحم كملاذ أخير لعلاج بعض ظروف الرحم/الجهاز التناسلي المستعصية. وتشمل هذه الظروف، ولكن ليس على سبيل الحصر:
- أنواع معينة من سرطانات الجهاز التناسلي (الرحم، وعنق الرحم، والمبيض، وبطانة الرحم) أو الأورام، بما في ذلك الأورام العضلية الملساء الرحمية التي لا تستجيب لخيارات العلاج الأكثر محافظة.[5]
- الانتباذ البطاني الرحمي (نمو بطانة الرحم خارج تجويف الرحم) الشديد والمستعصي و/أو العُضال الغدّي (شكل من أشكال الانتباذ البطاني الرحمي، حيث تنمو بطانة الرحم إلى وأحيانًا من خلال عضلات جدار الرحم)، بعد استنفاذ الخيارات الدوائية أو غيرها من الخيارات الجراحية.[5]
- آلام الحوض المزمنة، بعد استنفاذ الخيارات الدوائية أو الخيارات الجراحية الأخرى.[5]
- بعد الولادة لإزالة إما حالة شديدة من مشيمة مُنزاحة (المشيمة التي تشكلت إما فوق أو بداخل قناة الولادة) أو المشميمة عميقة الانغراس (المشيمة التي نمت إلى وخلال جدار الرحم لتلتصق بأعضاء أخرى)، كما وكذلك الملاذ الأخير في حالة نزف التوليد المفرط.[6]
- عدة أشكال تدلّي المهبل أو الرحم.[5]

## مضاعفات
الاستئصال، مثل أي عملية جراحية أخرى، بعض المخاطر والأعراض الجانبية.

### الوفيات والمخاطر الجراحية
في عام 1995، تم الإبلاغ عن معدّل 0.38 حالة وفاة في المدى القصير (خلال 40 يومًا من العملية الجراحية) لكل 1000 عملية جراحية عند إجرائها لأسباب حميدة. شملت عوامل الخطورة لمضاعفات جراحية وجود الأورام الرحمية العضلية الملساء، وصغر السن (حوض مع أوعية دموية ذات احتمال نزف أعلى ورحم أكبر)، ونزيف الرحم وظيفي الخلل، النزف الرحمي غير المنتظم، وعدد المرّات التي ولدت فيها المرأة.
معدّل الوفيات أعلى بعدة أضعاف عند إجراء العملية لنساء حوامل، أو اللواتي تعاني من السرطان أو مضاعفات أخرى.
العملية ذات تأثير صغير نسبيًا على الوفاة من أي سبب. وأما النساء الأصغر من جيل 45 سنة لديهن خطر وفاة طويل الأمد مرتفع بشكل ملحوظ والذي يُعتقد أن سببه هو الأعراض الجانبية الهرمونية لاستئصال الرحم واستئصال المبيضين الوقائي.

### الانتعاش
تتراوح الإقامة في المستشفى بين 3 و 5 أيام في العملية البطنية وأما في العملية المهبلية أو بمساعدة المنظار فتتراوح بين يوم ويومين (ولكن ربما أكثر).

### آثار على الحياة الجنسية وآلام الحوض
تشير غالبية النساء على تحسن في الحياة الجنسية وآلام الحوض بعد استئصال الرحم بسبب دواعي حميدة. تشير فئة أصغر من النساء إلى تدهور في الحياة الجنسية وغيرها من المشاكل. وتختلف الصورة بشكل ملحوظ في تلك الذين خضعن لاستئصال الرحم لأسباب خبيثة، حيث أن العملية هي جذرية أكثر ولها آثار جانبية كبيرة. تستمر قسم من النساء الذين خضعن لاستئصال الرحم بسبب آلام الحوض المزمنة في المعاناة من آلام الحوض بعد استئصال الرحم ويبدأن بالمعاناة من عسر الجماع (آلام خلال الجماع الجنسي).
إذا كان وزن المرأة زائداً، فإن تنقيص الوزن قبل العملية سيسهل من إجراء العملية ويخفف المضاعفات الناتجة بعد العملية. المضاعفات التي من الممكن أن تحدث من عملية أستئصال الرحم هي:
النزيف الشديد أثناء العملية ولذلك يتم تحضير دم من المتبرعين قبل العملية تحسباً لحدوث مثل هذا.
تمزق أو جرح بالمثانة البولية والحالب.
التهاب جرح العملية أو التهاب المثانة البولية بعد العملية مما يتطلب استخدام المضادات الحيوية.
حدوث جلطة في الأوعية الدموية الموجودة بالساقين، وتعد من أخطر المضاعفات، ولذا ننصح المريضة بالحركة بعد العملية مهما كلف ذلك للتقليل من هذه المضاعفات وفي بعض الأحيان تعطى المريضة أدوية لزيادة سيولة الدم خصوصاً إذا كان وزن المرأة زائدأ.

## مابعد إستئصال الرحم
بعد العملية يصرف للمريضة مهدئات للآلام في الأيام الأولى، وتنصح المريضة بأن تتحرك خلال 24 ساعة من العملية ثم يسمح لها بالأكل والشرب أيضاً بعد هذه المدة. معظم النساء يبقين بالمستشفى مابين 3 إلى 5 أيام بعد عملية إستئصال الرحم الطبيعية.
تعود المرأة إلى حياتها الطبيعية بعد مدة قصيرة إذا تم استصال الرحم عن طريق المهبل أو بمساعدة المنظار مقارنة بإستئصاله عن طريق البطن.
التأثيرات النفسية بعد إستئصال الرحم تختلف من امرأة إلى أخرى وهذا يعتمد على استجابة المرأة للعملية. المرأة التم تم إستئصال الرحم بسبب مرض سرطاني تشعر بالقلق وتظن بأنها تحتاج إلى إجراء جراحي أكثر من هذا لمنع حدوث المرض مرة أخرى.
بعض النساء يشعرن بأنهن فقدن عضو مهم كان يوماً من الأيام يحمل جنيناً من بداية الحمل حتى الولادة. مهما كان تأثير ذلك على نفسية المريضة فإننا ننصحها بأن تتحدث بما في نفسها من مشاعر وأحاسيس لأحد أقاربها أو لطبيبها أو صديقتها.

## إستئصال الرحم والحياة الجنسية
معظم النساء لا يتأثرن بهذه العملية من الناحية الجنسية، بل أن بعضهن تتحسن لديهن هذه الخاصية، خصوصاً من كان لديها نزيف شديد لمدة طويلة أو تشعر بآلام أثناء الجماع كان سببها وجود الرحم. الكثير من النساء يمكنهن ممارسة الجماع بعد مضي ستة أسابيع من العملية من دون مشاكل.
إذا لم تصل الأم سن اليأس بعد وتم إستئصال المبيضين أثناء العملية، فإن أخذ الهرمونات التعويضية يعد ضرورياً. إذا لم يتم إستئصال المبيضين فإن المرأة عندها لا تحتاج إلى أخذ هذه الهرمونات لأن المبائض لا زالت تفرز الهرمونات الأنثوية.
إذا لم يكن هناك أمراض سرطانية قبل إستئصال الرحم، وتم إستئصال عنق الرحم أثناء العملية فإنه ليس من الضروري عمل مسحة لعنق الرحم. أما إذا تم إستئصال الرحم جزئياً مع إبقاء عنق الرحم مكانه، فإنه من الضروري الإستمرار في أخذ مسحة لعنق الرحم.
في وجود أمراض سرطانية فإنه من الأفضل إستئصال الرحم كلياً مع إستئصال الجزء العلوي من المهبل والأجزاء المحيطة به، أما إذا لم يكن هناك أمراض سرطانية وكان العلاج بالحبوب أو إجراءات جراحية أخرى لم يفد المريضة بالصورة المطلوبة فإن إستئصال الرحم كلياً عندها يكون هو الحل الأمثل.
النساء اللاتي يوجد عندهن نزيف شديد مع الدورة الشهرية بدون أسباب معروفة، فمن الممكن أن يجرى لهن عملية جراحية لتدمير أو إزالة الغشاء المبطن للرحم مما يساعد على تخفيف الأعراض دون اللجوء إلى عملية جراحية كبيرة.

## الأسباب
عملية إستئصال الرحم أصبحت عملية شائعة في العالم، وتصبح عملية إستئصال الرحم ضرورية عندما يتم تشخيص سرطان عنق الرحم أو سرطان الرحم نفسه، كذلك ينصح بها عند حدوث سرطان بالمبيضين. مع كل ذلك، معظم هذه العمليات يتم إجراءها في النساء اللاتي ليس لديهن أمراض سرطانية بل يعانين من نزيف أو آلام شديدة يسبب لهن صعوبة في ممارسة الحياة الطبيعية وليس لها علاج إلا الجراحة. في مثل هذه الحالات يفضل إستئصال الرحم فقط في النساء اللاتي لايرغبن في المزيد من الأطفال في المستقبل.
بمان عملية عملية استئصال (ازالة) الرحم لا تتم الا بوجود اسباب فائقة ومن اهمها:
2- النزيف الرحمى الشديد: في السابق كان هذا من الأسباب التي تدعو إلى ازالى الرحم ولكن مع ظهور الأشعة التداخلية، يمكن وقف النزيف بالقسطرة وانقاذ حياة المريضة والرحم. ولكن عند استمرار النزيف بشدة وغزارة أثناء الدورة الشهرية بدون معرفة أسبابه، يتم إجراء ازالة الرحم.
3- هبوط الرحم أو تدلي أو سقوط أو تهدل الرحم (Prolapse of the Uterus). (أي بروز الرحم خارج الحوض) قد يتطلب إجراء مثل هذه العملية كجزء من رفع وشد جدار المهبل.

## الأنواع
هناك ثلاثة أنواع لعملية استئصال الرحم:
- -إستئصال الرحم عن طريق المهبل يتم دون فتح البطن ولايترك أثر واضح من الخارج يدل على أن المرأة أجرت عملية جراحية النوع المسمى الجذري أو أساسي أو جوهري وفيه يتم إزالة الرحم وأعلى المهبل وقنوات فالوب والمبايض مما يسبب انقطاعاً فورياً للطمث. وقد تترك المبايض في مكانها لتجنب حدوث ذلك.
- التام: الكلي أو الكامل: وفيه يتم فقط إزالة الرحم وعنق الرحم ولايعني إزالة المبايض، حيث يتم إستئصال الرحم عن طريق البطن يعد أكثر العمليات شيوعاً ويتم إجراءها من خلال فتحة في أسفل البطن عرضها 20 سم تقريباً.
- - أستئصال الرحم عن طريق المهبل بمساعدة المنظار. وذلك بعمل فتحات جراحية صغيرة في البطن لإدخال المنظار منها ومراقبة الجراح الأساسي الذي يستأصل الرحم عن طريق المهبل لغرض إنهاء العملية والتأكد من سلامة الأعضاء الداخلية.. فقط يتم إزالة الرحم مع الاحتفاظ بعنق الرحم للحفاظ على الإحساس الجنسي كما يظن أو يعتقد بذلك.

رسم تخطيطي لانواع استئصال الرحم

عملية استئصال الرحم قد تكون لإستئصال الرحم وحده فقط أو استئصال الرحم مع الأنابيب والمبيضين معاً. يوجد أنواع من هذه العملية بحسب الأعضاء التي يتم إزالتها وهي كالتالي:
- -إستئصال كامل الرحم مع عنق الرحم وهذه العملية أكثر شيوعاً.
- -إستئصال الرحم جزئياً مع الإبقاء على عنق الرحم مكانه.
- -إستئصال الرحم مع عنق الرحم وجزء صغير من القسم العلوي للمهبل وبعض الأنسجة المحيطة بهما داخل الحوض، وهذه العملية يتم إجراءها فقط في حالات سرطان عنق الرحم بواسطة أخصائي النساء الذي لديه الخبرة الكافية في ذلك.

## المضاعفات
مثل أي عمل جراحي تقليدي، توجد بعض الأعراض الجانبية التي قد تحدث في بعض الحالات ومن هذه الاعراض:
1- مشاكل التخدير مثل الدخول في غيبوبة أو الحساسية من المواد المخدرة أو مشاكل في التنفس.
2- حدوث تلوث بالجرح.
3- توقف مؤقت لنشاط الأمعاء.
4- حدوث جلطات بالساق بعد العملية من طول فترة النقاهة بالفراش.
5- حدوث نزيف اثناء أو بعد العملية.
6- انخفاض حاد في العلاقة الجنسية أو الرغبة في الجنس بعد الجراحة.
7- آلام بالبطن أو أثناء الجماع بعد الجراحة.
8- إصابة أحد الأعضاء المجاورة أثناء العملية مثل المثانة أو الأمعاء أو شريان رئيسى.
9- قد يسبب ربط الحالب عن طريق الخطأ في فشل وظيفة الكلى أو ما يسمى الفشل الكلوي. هذه الحالات نادرة وتتراوح نسبتها من 2.2٪ إلى 3٪ اعتمادا على طريقة إجراء عملية الاستئصال إذا كانت من البطن، بالمنظار، أو عن طريق المهبل. الإصابة عادة ما يحدث في الحالب القاصي، ختام لفي، الرباط القمعي أو على شكل الحالب الذي يعبر تحت الشريان الرحمي.
10-حوالي 35٪ من النساء بعد استئصال الرحم يخضعون لعملية جراحية أخرى ذات صلة باستئصال الرحم في غضون 2 عامين تقريبا.

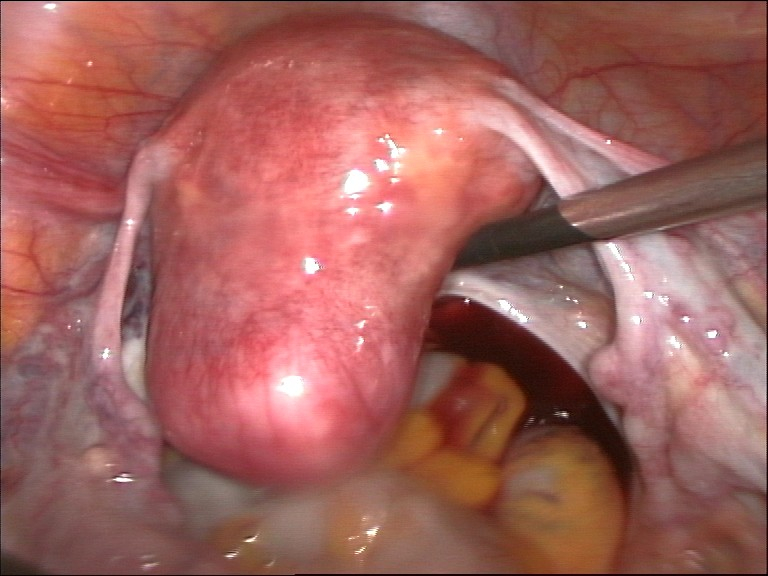
الرحم قبل استئصال الرحم
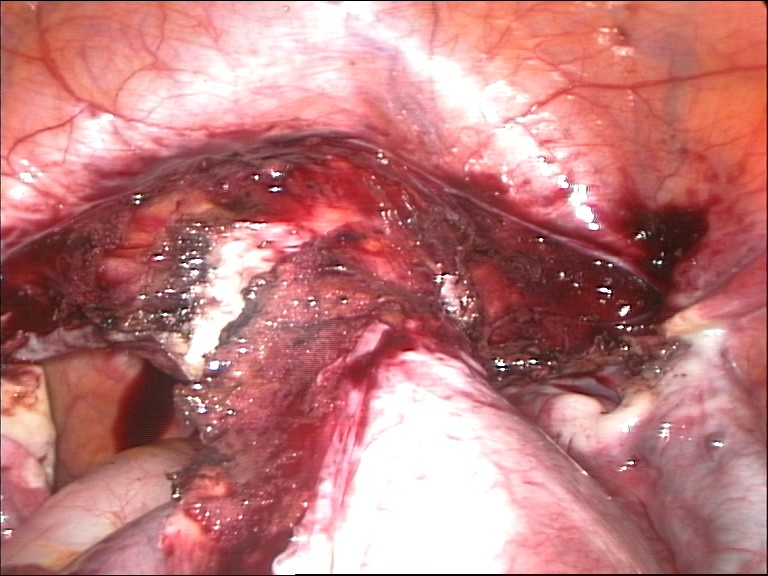
استئصال الرحم بالمنظار
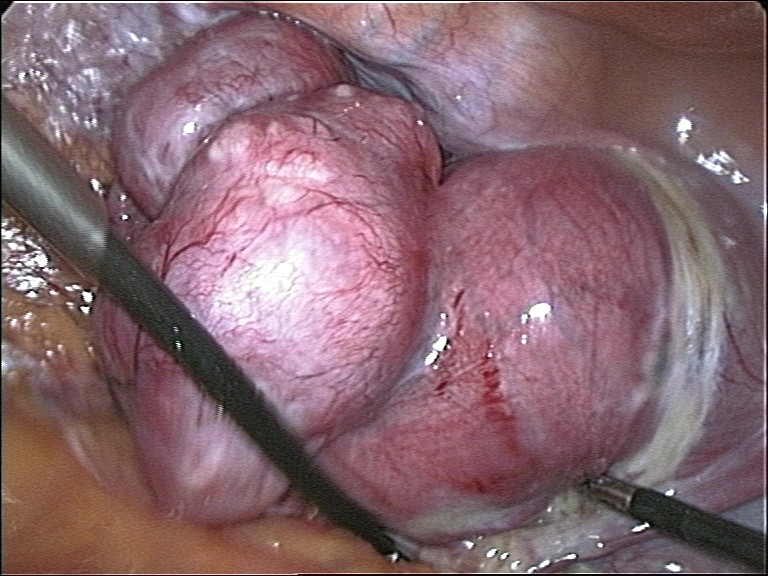
استخراج الرحم بالمنظار بالكامل
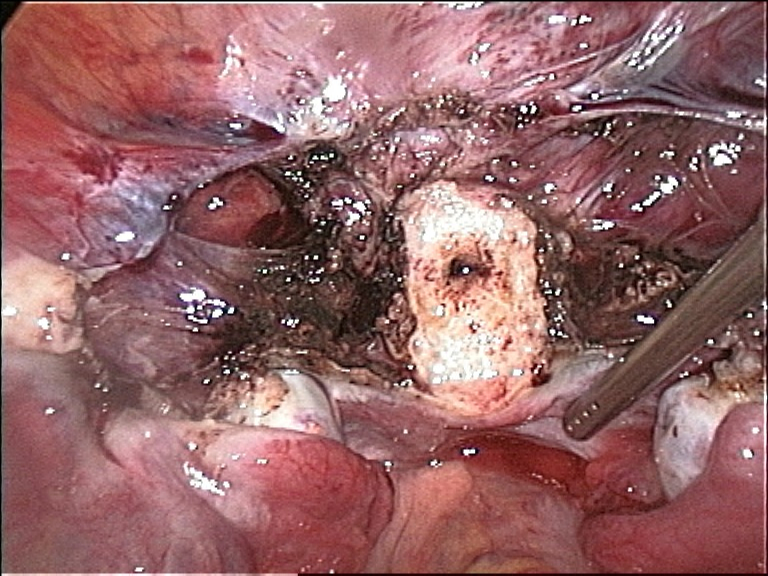
جدعة عنق الرحم (باللون الأبيض) بعد إزالة الرحم عن طريق عنق الرحم بالمنظار
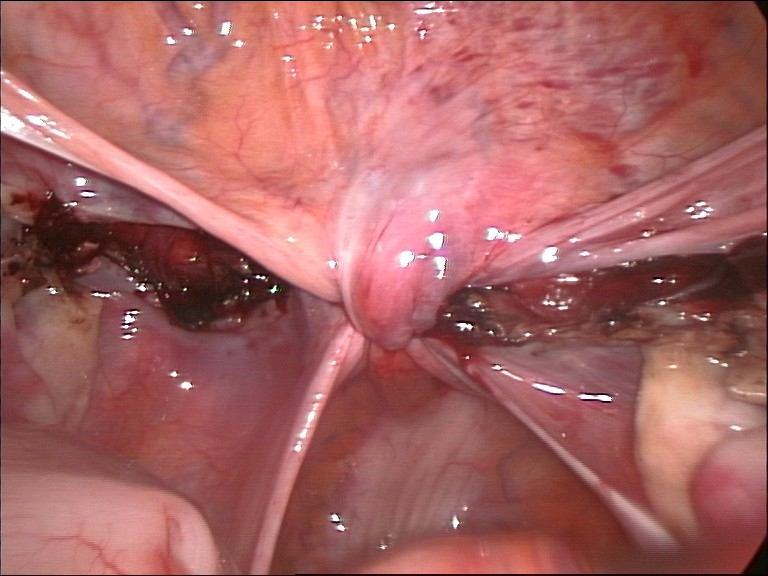
صورة بعد إزالة الرحم

## وصلات خارجية
- استئصال الرحم على مشروع الدليل المفتوح
- Laparoscopic Hysterectomy 1
- laparoscopic hysterectomy
- مدلاين article on Hysterectomy

استئصال المبيض (أو المبيضين)